# Ла-Верн (Теннессі)
Ла-Верн (англ. La Vergne) — місто (англ. city) в США, в окрузі Резерфорд штату Теннессі. Населення — 38 719 осіб (2020).

## Географія
Ла-Верн розташована за координатами 36°1′20″ пн. ш. 86°33′34″ зх. д. / 36.02222° пн. ш. 86.55944° зх. д. (36.022228, -86.559357).  За даними Бюро перепису населення США в 2010 році місто мало площу 65,31 км², з яких 64,58 км² — суходіл та 0,73 км² — водойми.

## Демографія
Згідно з переписом 2010 року, у місті мешкало 32 588 осіб у 10 916 домогосподарствах у складі 8436 родин. Густота населення становила 499 осіб/км².  Було 11612 помешкання (178/км²).
Расовий склад населення:
| - 63,0 % — білих - 23,0 % — чорних або афроамериканців - 3,3 % — азіатів - 0,3 % — корінних американців - 0,1 % — вихідців з тихоокеанських островів - 7,2 % — осіб інших рас |

До двох чи більше рас належало 3,1 %. Частка іспаномовних становила 13,0 % від усіх жителів.
За віковим діапазоном населення розподілялося таким чином: 31,9 % — особи молодші 18 років, 62,9 % — особи у віці 18—64 років, 5,2 % — особи у віці 65 років та старші. Медіана віку мешканця становила 31,2 року. На 100 осіб жіночої статі у місті припадало 96,5 чоловіків;  на 100 жінок у віці від 18 років та старших — 93,0 чоловіків також старших 18 років.
Середній дохід на одне домашнє господарство  становив 67 534 долари США (медіана — 54 659), а середній дохід на одну сім'ю — 69 533 долари (медіана — 55 983). Медіана доходів становила 40 310 доларів для чоловіків та 32 911 долар для жінок. За межею бідності перебувало 10,4 % осіб, у тому числі 16,7 % дітей у віці до 18 років та 6,5 % осіб у віці 65 років та старших.
Цивільне працевлаштоване населення становило 16 883 особи. Основні галузі зайнятості: освіта, охорона здоров'я та соціальна допомога — 18,0 %, виробництво — 14,4 %, мистецтво, розваги та відпочинок — 12,2 %, роздрібна торгівля — 10,6 %.